# Paperino e il segreto del vecchio castello
Paperino e il segreto del vecchio castello (The Old Castle's Secret), conosciuta anche con i titoli Paperino ne "Il segreto del vecchio castello" e Zio Paperone e il segreto del vecchio castello, è una storia a fumetti di 32 tavole realizzata da Carl Barks. È stata pubblicata per la prima volta su Four Color n. 189 del giugno 1948. Rappresenta la seconda apparizione di Paperon de' Paperoni, che per la prima volta coinvolge i suoi nipoti in una caccia al tesoro nel vecchio castello del suo clan in Scozia.

## Storia editoriale
Zio Paperone era stato introdotto in Paperino e il Natale sul Monte Orso, pubblicata nel dicembre 1947; questa storia segnò il ritorno del personaggio. Quando gli fu chiesto in un'intervista del 1962 se avesse ricevuto commenti favorevoli su Paperone, Barks disse: "Non una parola, ma mi piaceva un po' il vecchio Paperone e colmava una lacuna. Avevamo bisogno di qualcuno che aiutasse Paperino". Volendo usare di nuovo Paperone, Barks realizzò questa storia per spiegare da dove provenisse il personaggio.

## Trama
Zio Paperone racconta a Paperino e ai suoi nipotini la storia di un vecchio possedimento della famiglia de' Paperoni, un antico castello scozzese appartenuto a un suo antenato, il Duca Quaquarone de' Paperoni. Si narra che questi possedesse un favoloso tesoro, scomparso insieme al suo corpo durante un assedio nel 1057. Essendo l'ultimo dei suoi discendenti, Paperone potrebbe reclamare il tesoro; così si reca in Scozia accompagnato dai nipoti e con una speciale macchina a raggi X con la quale il tesoro viene trovato ben presto. Ma un pericolo maggiore si nasconde nelle mura del castello: i paperi devono infatti fronteggiare un misterioso fantasma di cui è visibile solo l'ombra dello scheletro, e che tenta in tutti i modi di sbarazzarsi di loro per accaparrarsi il tesoro.
Dopo molte peripezie i cinque riescono a fermare il sedicente fantasma, scoprendo che si trattava in realtà di Buck Testadura, un ladro famoso che aveva assunto l'identità del defunto custode Piva, che era alle dipendenze di Paperone, e che aveva scoperto una formula chimica per diventare invisibile, a parte lo scheletro che proiettava ombra.

## Edizioni
La storia fu pubblicata per la prima volta negli Stati Uniti su Four Color n. 189 del giugno 1948. Fu poi ristampata più volte e pubblicata in diverse nazioni europee oltre che in Australia, Brasile Cile, Cina, Colombia, Egitto, Indonesia e Messico. In Italia fu pubblicata per la prima volta divisa in tre parti, da aprile a giugno del 1949, nei primi tre numeri di Topolino; tra le numerose ristampe successive si segnala quella pubblicata nel 1972 nel volume cartonato Io, Paperone, che fu ritradotta in inglese e pubblicata negli Stati Uniti nel 1980 in un volume della collana Walt Disney Best Comics col titolo Uncle Scrooge and the Secret of the Old Castle.